# Antignano
Antignano – miejscowość i gmina we Włoszech, w regionie Piemont, w prowincji Asti.
Według danych na styczeń 2009 gminę zamieszkiwało 991 osób przy gęstości zaludnienia 91 os./1 km².